# ساروجة عليا
ساروجة عليا هي قرية في مقاطعة شاهين دج، إيران. يقدر عدد سكانها بـ 519 نسمة بحسب إحصاء 2016.